# Планетарная фаза цивилизации
Планетарная фаза развития цивилизации Земли — концепция, согласно которой усиление глобальной взаимозависимости и рисков, таких как изменение климата, связывают мир в единую социально-экологическую систему. Это беспрецедентное состояние сигнализирует об историческом отходе от периода модерна, отличительными чертами которого были суверенные государства, многолетний рост населения и экономики, богатые ресурсы и игнорирование экологических последствий. Планетарный этап имеет много проявлений: экономическая глобализация, дестабилизация биосферы, массовая миграция, новые глобальные институты (например, Организация Объединённых Наций и Всемирная торговая организация), Интернет, новые формы трансграничных конфликтов, а также перемены в культуре и сознании. Другие исследователи рассматривают каждое из этих явлений в отдельности, но не находят убедительной теорию целостного сдвига в исторической динамике.

## Предыстория
Понятие планетарной цивилизации введено в 1964 году Николаем Кардашёвым как одна из фаз его шкалы развития цивилизаций.
С 1995 года созданная тогда Global Scenario Group изучает альтернативы вероятного развития событий в будущем, наблюдая тенденции социальных изменений в различных областях. Их сценарии, опубликованные в серии очерков, были использованы в многочисленных региональных, местных и глобальных исследованиях, включая цикл докладов «Глобальная экологическая перспектива» (GEO) Программы ООН по окружающей среде (ЮНЕП). Свои выводы для широкой аудитории Global Scenario Group изложила в эссе «Великий переход: Обещание и соблазн грядущих времен». Октябрьская статья 2005 года в Monthly Review под заглавием «Организовать экологическую революцию» описывала текущий «глобальный экологический кризис» и усилия GSG как «самую амбициозную до сих пор попытку дать столь обширную оценку» нынешней и будущей экологической ситуации.

## Исторические переходы
В исторической перспективе планетарный этап развития цивилизации видится его сторонниками в качестве третьего существенного цивилизационного перехода. Пусть история сложна и её трудно разбить на отдельные эпохи, они утверждают, что широкая панорама открывает нам два более ранних макро-сдвига в человеческом обществе: переход от каменного века к ранней цивилизации, и затем от ранней цивилизации к эпохе модерна. Каждому переходу сопутствовал скачок в усложнении общества, как это можно видеть в изменениях социальной организации, экономике и коммуникациях. Каменный век характеризовался существованием племен и деревень, экономикой охоты и собирательства, а также устным языком как средством коммуникации. Переход к ранней цивилизации принес более структурированные города-государства и царства, оседлое земледелие и письменность. Соответственно, на планетарном этапе социальная организация, экономика и коммуникации переходят на глобальный уровень. Более того, в отличие от предыдущих переходов, планетарная фаза подразумевает новую геологическую эру — Антропоцен, в которой человеческая деятельность становится главной движущей силой перемен в земной системе.
В эссе «Великий переход: Обещание и соблазн грядущих времён» GSG утверждает, что исторические переходы, по всей видимости, ускоряются, и длительность каждого последующего периода меньше предыдущего. Таким образом, продолжительность каменного века насчитывала порядка 100 000 лет, ранняя цивилизация — 10 000, а эпоха модерна — менее 1000. Учёные отмечают, что если планетарная фаза приобретет свой облик в течение 100 лет, паттерн ускорения будет продолжен.
Global Scenario Group утверждает, что, в то время как история вступила в планетарную фазу, окончательный облик глобальной цивилизации остается крайне неопределённым. Альтернативные варианты будущего исследовались ими на основании сценарного анализа, группируя вероятности по трём основным типам сценариев: Обычные миры, Варваризация и Великий переход. Обычные миры предполагают сохранение господствующих в настоящее время институтов и культурных ценностей, где мир пытается решить проблемы за счёт стихийных рыночных адаптаций или дополнительных изменений в государственной политике. Согласно выводам GSG, Обычные миры — крайне рискованный путь в планетарной фазе, путь, который вполне может перейти в некую форму социального вырождения («варваризацию»). Таким образом, GSG утверждает, что наиболее желательным сценарием был бы Великий Переход, который соединяет в себе новые институты для содействия экологической устойчивости, социальной справедливости, а также образу жизни, при котором достигнут достаточный уровень материального благосостояния, подчёркивающий качественные показатели, а не количественное потребление. Исходить эти изменения будут из господства нового набора ценностей — солидарности, экологии, благополучия, — чтобы постепенно вытеснить модернистскую триаду индивидуализма, превосходства над природой и потребительства. Политический и культурный сдвиг, предполагаемый этим сценарием, однако, зависит от зарождения глобального гражданского движения в качестве потенциального субъекта, способного противостоять силе транснациональных корпораций, национальных правительств и преобладающих ценностей.